# Cessna 408 SkyCourier
Dimensions
Le Cessna 408 SkyCourier est un avion biturbopropulseur de Cessna. Il existe en version cargo léger, et en version passagers, doté de 19 sièges.  Il devrait concurrencer les appareils de la même catégorie :  DHC-6 Twin Otter, Dornier 228, Harbin Y-12 et Let L-410 Turbolet.

## Origine

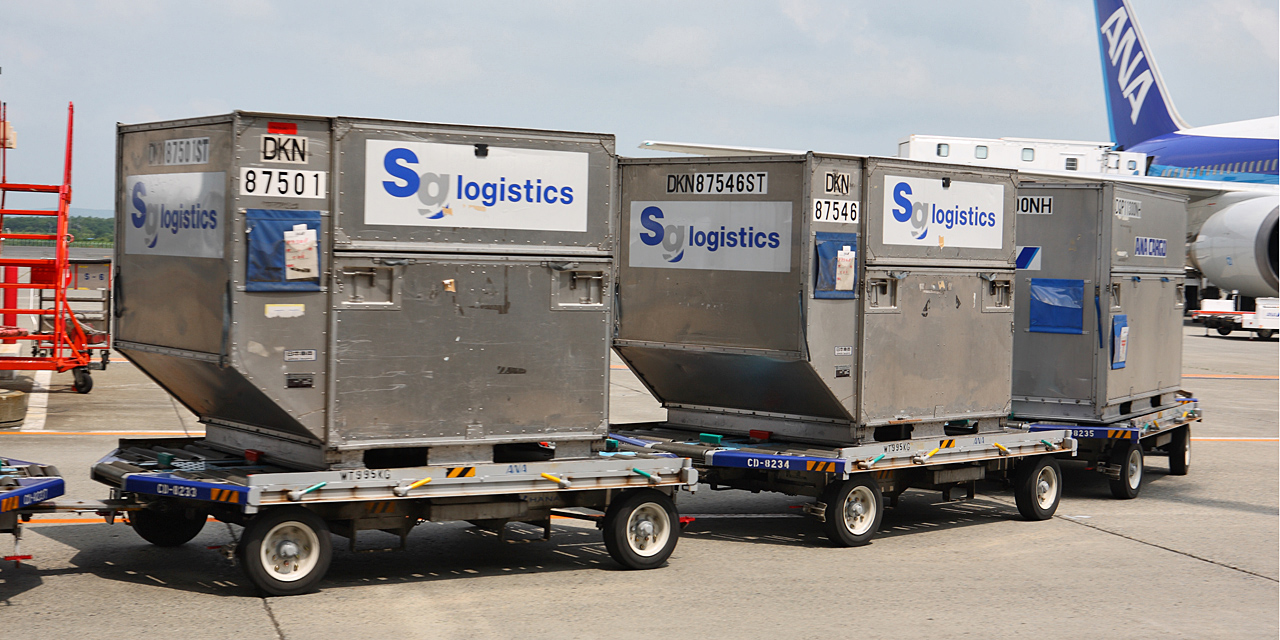
Conteneurs LD3.

Le SkyCourier est issu d'un accord convenu en 2017 entre FedEx et Cessna. FedEx souhaitait un petit avion-cargo capable de transporter 2 700 kg de charge dans trois conteneurs de type LD3. Les conteneurs LD3 sont ceux utilisés pour le transport de bagages et de fret dans les soutes des avions gros porteurs. L'objectif est ainsi de pouvoir transférer du fret depuis un gros-porteur vers un SkyCourier, ou inversement, sans avoir besoin d'ouvrir les conteneurs. Cela permet un pré- ou post-acheminement efficace entre les aéroports utilisés par les gros-porteurs et des aérodromes secondaires.

## Conception
Le SkyCourier est un avion de conception rustique. C'est un biturbopropulseur à ailes hautes avec haubans, empennage en T et train fixe. La cabine n'est pas pressurisée. Il est équipé de deux turbopropulseurs Pratt & Whitney Canada PT6A-65SC de 1 100 ch, de deux hélices quadripales McCauley C779 et de l'avionique Garmin G1000 NXi.
Le SkyCourier existe en deux versions: une version transport de passagers de 19 places nommée Passenger et une version cargo sans hublot pouvant accueillir trois conteneurs de type LD3 nommée Freighter.
Le premier vol a eu lieu le 17 mai 2020. La certification américaine est obtenue le 14 mars 2022.
Une option Gravel kit, essentiellement des gardes-boues limitant la projection de graviers lors d'opérations sur des terrains sommaires, est présentée le 7 février 2023.
Une option Combi, un aménagement intérieur disponible sur la version Passenger permettant un transport simultané de neuf passagers et de cargo, est certifiée par la FAA le 20 mai 2024.
La certification européenne est prévue pour 2025.

## Clients
FedEx est le client de lancement et a commandé 50 SkyCourier cargo. Le premier exemplaire en version cargo est livré à FedEx le 9 mai 2022. Le premier exemplaire en version passagers est livré à Lanai Air (basé à Hawaï) le 23 mai 2023. Le premier exemplaire avec l'option Combi est livré à Everts Air (basé en Alaska) le 10 juillet 2024.

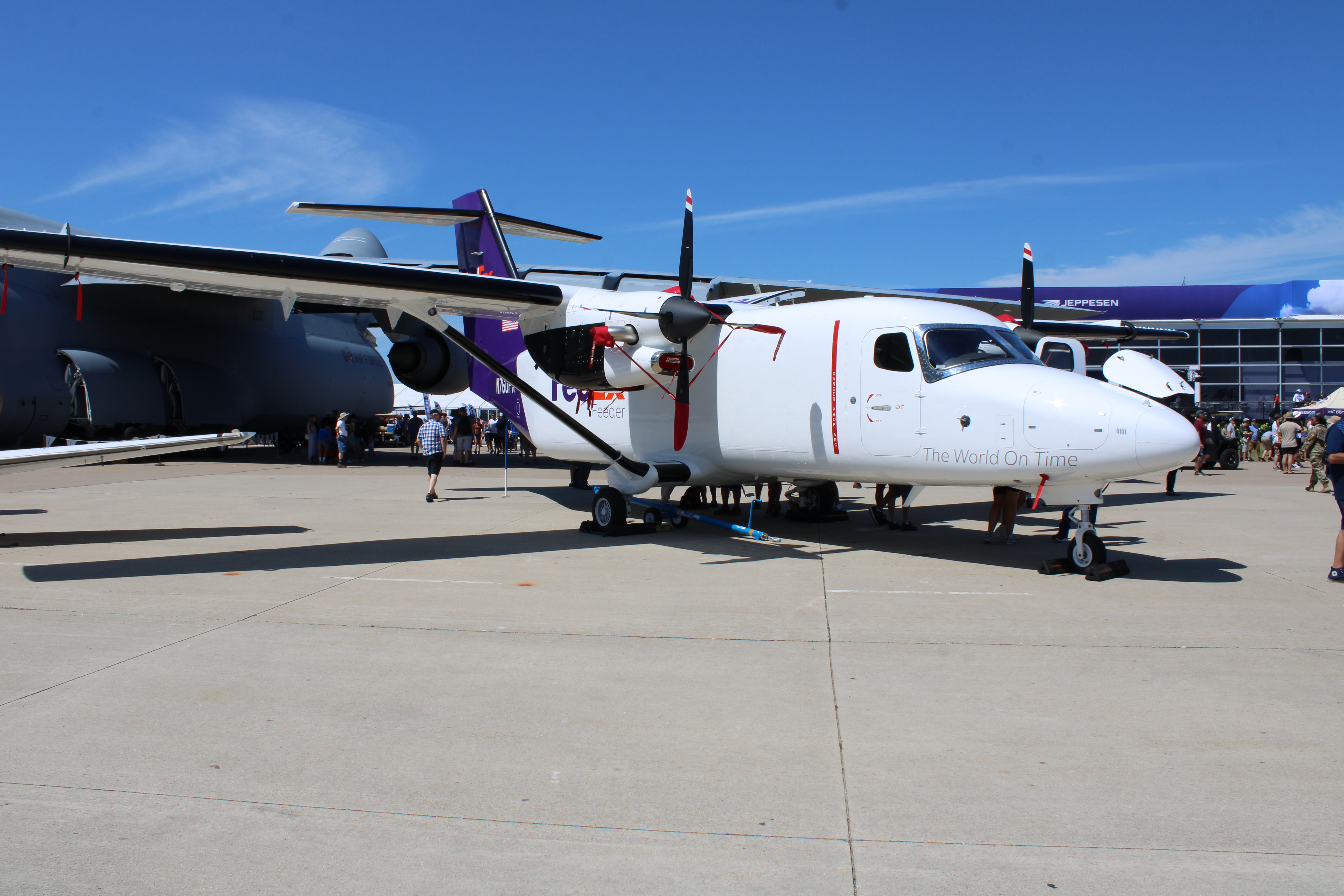
SkyCourier cargo
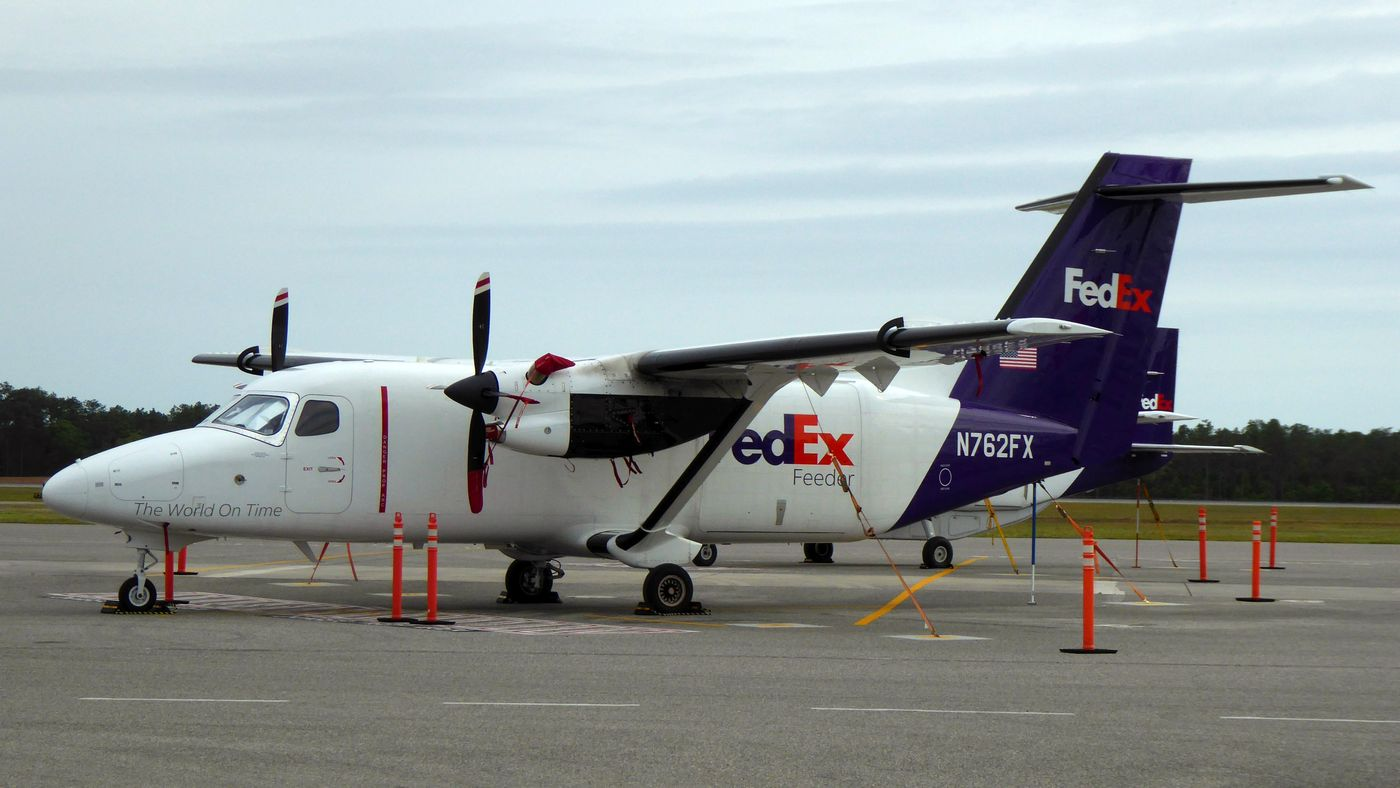
SkyCourier cargo
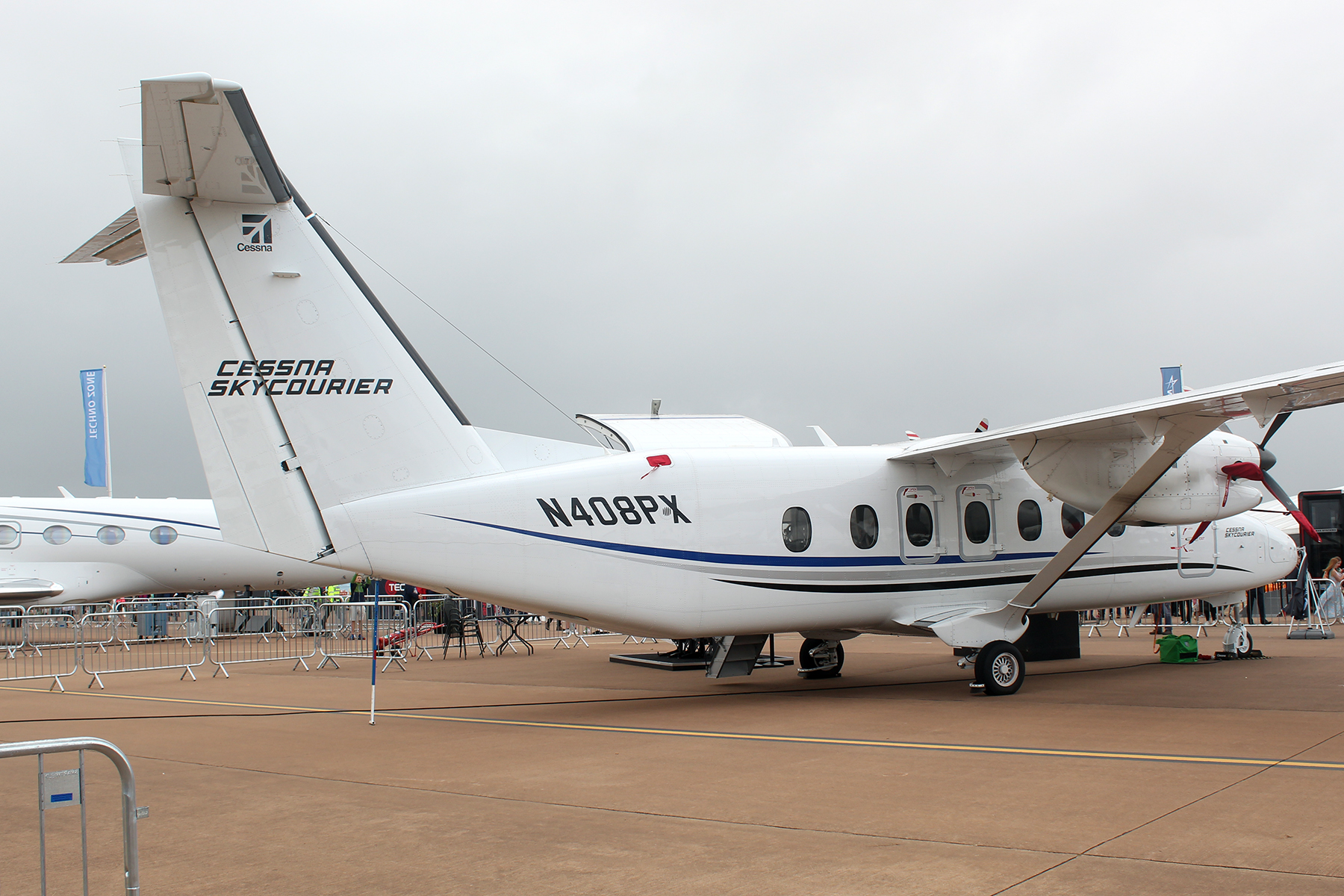
SkyCourier passagers

## Livraisons
(Source GAMA)
| Année      | 2022 | 2023 | 2024 | Total |
| ---------- | ---- | ---- | ---- | ----- |
| Livraisons | 6    | 18   | 13   | 37    |